# Amefrontia
Amefrontia là một chi bướm đêm thuộc họ Noctuidae.